# Llanganates nationalpark
Llanganates nationalpark är ett naturskyddsområde i Ecuador vid Andernas östra sluttningar. Den är cirka 220 000 hektar stor och den ligger 860 till 4571 meter över havet. Nationalparken inrättades 1996.
Landskapet kännetecknas av branta slänter, klippor och större stenblock. Typiskt för regionen är bergsskogar och myr. I mer plana delar av nationalparken förekommer grunda sjöar med flera vikar som här kallas laguner.
Enligt uppskattningar kan besökare påträffa 800 olika växtarter i skyddsområdet, däribland flera endemiska orkidéer. Kännetecknande för nationalparkens myr är korgblommiga växter av släktet Espeletia. Vissa exemplar når här en höjd av 10 meter. I nationalparken har påträffats ungefär 300 olika fågelarter, cirka 50 olika däggdjursarter och cirka 20 arter som tillhör groddjuren eller kräldjuren. De flesta djur i skyddsområdet är små till medelstora men ibland iakttas större arter som glasögonbjörn, bergstapir eller andinsk kondor.